# زیردریایی یو-۵۷۱
زیردریایی یو-۵۷۱ (به انگلیسی: German submarine U-571) یک زیردریایی بود که طول آن ۶۷٫۱ متر (۲۲۰ فوت) بود. این زیردریایی در سال ۱۹۴۱ ساخته شد.